# Tyson Chandler
Tyson Cleotis Chandler (Hanford, Kalifornija, 2. listopada 1982.) američki je profesionalni košarkaš. Igra na poziciji centra, a trenutačno je član NBA momčadi New York Knicksa. Izabran je u 1. krug (2. ukupno) NBA drafta 2001. od strane Los Angeles Clippersa. 

## Rani život
Chandler je pohađao srednju školu Dominguez High School u Comptonu. Dobio je priznanja časopisa Parade Magazine i USA Today, a izabran je u McDonald's All-American momčad. Predvodio je Dominguez do naslova državnog prvaka, a nakon završetka srednje škole odlučio se prijaviti na draft. 

## NBA

### Chicago Bulls
Izabran je kao drugi izbor NBA drafta 2001. od strane Los Angeles Clippersa, koji su neposredno prije drafta mijenjali prava u Chicago Bullse u zamjenu za bivšeg novaka godine Eltona Branda. Bullsi su namjeravali Chandlera pridodati srednjoškolskoj zvijezdi Eddyju Curryju i stvoriti tzv. Twin Towerse. Međutim, oba su igrača imali značajne uspjehe tijekom igranja za Bullse, ali su rijetko igrali skupa. U Chandlerovom slučaju, problemi s leđima mučili su ga tijekom cijele karijere, a posebno tijekom sezone 2003./04. Ipak, iako je bio drugi izbor drafta pomalo je razočarao jer nije ispunio sav svoj visoki potencijal. Tijekom ranog dijela svoje karijere dolazio je u svađe s Brendanom Haywoodom iz Washington Wizardsa i Amar'eom Stoudemireom iz Phoenix Sunsa. Kasnije, iako je rjeđe ulazio u svađe s NBA igračima, Chandler se počeo mučiti s osobnim pogreškama, zbog čega je imao ograničenu minutažu. 
Chandler je također u sezoni 2004./05. odigrao važnu ulogu za prvo doigravanje Bullsa nakon Jordanove ere. Postao je odličan obrambeni specijalist za završne trenutke utakmice i na kraju sezone potpisao novi šestogodišnji ugovor vrijedan 63 milijuna dolara. Kada je nakon sezone 2004./05. klub napustio Curry, Chandler je postao posljednjim članom momčadi iz ere GM-a Jerryja Krausea. 
U novoj sezoni 2004./05. najveći utisak ostavio je u obrani, ali ponovo se mučio s osobnim pogreškama i napadačkom dijelu igre (u prosjeku postizao samo 5.3 poena po utakmici). Zbog svojih loših igara u doigravanju, Bullsi su tijekom ljeta 2006. doveli više puta proglašavan najboljeg obrambenog igrača lige Bena Wallacea., a istog dana mijenjali su Chandlera u New Orleans Hornetse za P.J. Browna i J.R. Smitha. Bullsi su se tako, nakon što su se obvezali platiti veliku svotu Benu Wallaceu, riješili Chandlerovog ugovora kojemu su u sljedećih pet godina trebali isplatiti 54 milijuna dolara.

### New Orleans Hornets
Nakon dolaska u Hornetse, Chandler je odigrao svoju najbolju sezonu i u prosjeku postizao 9.5 poena i 12.4 skoka po utakmici. Sljedeće sezone odigrao je još bolje i postizao 11.7 poena i 11.8 skokova, te je bio najbolji napadački skakač lige. Zajedno je u tandemu s Chrisom Paulom i Davidom Westom odveo Hornetse do doigravanja i naslova Jugozapadne divizije. U doigravanju je bio zadužen za čuvanje igrača Spursa Duncana, ali su Hornetsi u sedmoj utakmici usprkos odličnoj obrani Chandlera nad Duncanom (koji je pogodio 5 od 17 lopti) ipak ispali iz doigravanja. 
Sezonu 2008./09. odigrao je najlošije od kada je stigao u Hornetse. U prosjeku je postizao 8.8 poena i 8.7 skokova po utakmici, a veći dio sezone propustio je zbog ozljede. Hornetsi su ga pokušali mijenjati u Oklahoma City Thundere, ali se njegovom odlasku ispriječio liječnički pregled koji je ustvrdio kako nije fizički podoban za momčad Oklahome. Chandler je do kraja sezone ostao u klubu, a tijekom doigravanja bio je kritiziran zbog slabih igara kada su Hornetsi u prvom krugu s 4-1 ispali od Denver Nuggetsa. 

### Charlotte Bobcats
Krajem srpnja 2009. mijenjan je u Charlotte Bobcatse za Emeku Okafora i Bobcatsi su mu postali trećim klubom od kada je stigao u NBA. 

### Dallas Mavericks
13. srpnja 2010. Chandler je mijenjan u Dallas Maverickse zajedno s Alexisom Ajinçom u zamjenu za Matta Carrolla, Ericka Dampiera i Eduarda Nájeru.

### New York Knicks
10. prosinca 2011. godine prešao je u New York Knickse kada je sudjelovao u razmjeni između tri momčadi.

## NBA statistika

### Regularni dio
| Godina     | Klub             | Odig. uta. | Uta. poč. | Min. | 2P%  | 3P%  | Sl. bac.% | Skok. | Asist. | Ukr. lop. | Blok. | Poena |
| ---------- | ---------------- | ---------- | --------- | ---- | ---- | ---- | --------- | ----- | ------ | --------- | ----- | ----- |
| 2001./02.  | Chicago          | 71         | 31        | 19.6 | .497 | .000 | .604      | 4.8   | .8     | .4        | 1.3   | 6.1   |
| 2002./043. | Chicago          | 75         | 68        | 24.4 | .531 | .000 | .608      | 6.9   | 1.0    | .5        | 1.4   | 9.2   |
| 2003./04.  | Chicago          | 35         | 8         | 22.3 | .424 | .000 | .669      | 7.7   | .7     | .5        | 1.2   | 6.1   |
| 2004./05.  | Chicago          | 80         | 10        | 27.4 | .494 | .000 | .673      | 9.7   | .8     | .9        | 1.8   | 8.0   |
| 2005./06.  | Chicago          | 79         | 50        | 26.8 | .565 | .000 | .503      | 9.0   | 1.0    | .5        | 1.3   | 5.3   |
| 2006./07.  | NO/Oklahoma City | 73         | 73        | 34.6 | .624 | .000 | .527      | 12.4  | .9     | .5        | 1.8   | 9.5   |
| 2007./08.  | New Orleans      | 79         | 79        | 35.2 | .623 | .000 | .593      | 11.7  | 1.0    | .6        | 1.1   | 11.8  |
| 2008./09.  | New Orleans      | 45         | 45        | 32.1 | .565 | .000 | .579      | 8.7   | .5     | .3        | 1.2   | 8.8   |
| 2009./10.  | Charlotte        | 51         | 27        | 22.8 | .574 | .000 | .732      | 6.3   | 1.1    | .3        | 1.1   | 6.5   |
| 2010./11.  | Dallas           | 74         | 74        | 27.8 | .654 | .000 | .732      | 9.4   | .4     | .5        | 1.1   | 10.1  |
| Ukupno     |                  | 662        | 465       | 27.6 | .568 | .000 | .626      | 8.8   | .8     | .5        | 1.4   | 8.3   |

### Doigravanje
| Godina    | Klub        | Odig. uta. | Uta. poč. | Min. | 2P%  | 3P%  | Sl. bac.% | Skok. | Asist. | Ukr. lop. | Blok. | Poena |
| --------- | ----------- | ---------- | --------- | ---- | ---- | ---- | --------- | ----- | ------ | --------- | ----- | ----- |
| 2004./05. | Chicago     | 6          | 0         | 28.7 | .475 | .000 | .696      | 9.7   | 1.3    | .2        | 2.2   | 11.7  |
| 2005./06. | Chicago     | 6          | 0         | 17.3 | .667 | .000 | .300      | 4.5   | .5     | .3        | .3    | 1.8   |
| 2007./08. | New Orleans | 12         | 12        | 34.3 | .632 | .000 | .625      | 10.3  | .4     | .4        | 1.7   | 8.0   |
| 2008./09. | New Orleans | 4          | 4         | 23.5 | .500 | .000 | .500      | 5.3   | .5     | .5        | .2    | 3.8   |
| 2009./10. | Charlotte   | 4          | 0         | 15.0 | .545 | .000 | .667      | 2.5   | .5     | .5        | .8    | 3.5   |
| 2010./11. | Dallas      | 21         | 21        | 32.4 | .582 | .000 | .679      | 9.2   | .4     | .6        | .9    | 8.0   |
| Ukupno    |             | 53         | 37        | 28.7 | .574 | .000 | .648      | 8.2   | .5     | .5        | 1.1   | 7.0   |

## Vanjske poveznice
- Službena stranica  Arhivirana inačica izvorne stranice od 17. srpnja 2011. (Wayback Machine)
- Profil na NBA.com
- Profil  Arhivirana inačica izvorne stranice od 29. lipnja 2014. (Wayback Machine) na Basketball-Reference.com
- Profil na ESPN.com